# Командир на рота
Командирът на рота е подчинен на командира на батальона и е пряк началник на личния състав на ротата (батареята, звеното).
Той организира и отчита бойната подготовка. Изготвя седмичното разписание за занятията на ротата. Подготвя личния състав на денонощния наряд от ротата и контролира изпълнението на службата от него. Разработва график за ползването на отпуск в ротата.

## Заместник-командир на рота
Заместник-командирът на рота е подчинен на командира на ротата и е пряк началник на личния състав на ротата. При отсъствие на командира на ротата изпълнява неговите задължения.